# Tyrystor

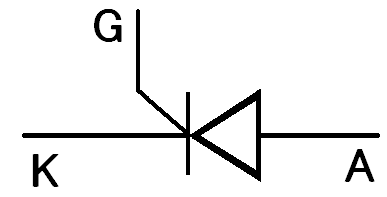

Tyrystor – przyrząd półprzewodnikowy składający się z 4 warstw w układzie p-n-p-n, wyposażony w 3 elektrody, z których dwie są przyłączone do warstw skrajnych, a trzecia do jednej z warstw środkowych – warstwy typu p. Elektrody przyłączone do warstw skrajnych nazywa się katodą (K) i anodą (A), a elektrodę przyłączoną do warstwy środkowej typu p – bramką (G, od ang. gate – ‘bramka’).

## Działanie

Budowa i model dwutranzystorowy tyrystora

Tyrystor przewodzi w kierunku od anody do katody. Jeżeli anoda jest o dodatnim potencjale względem katody, to złącza skrajne typu p-n są spolaryzowane w kierunku przewodzenia, a złącze środkowe n-p w kierunku zaporowym.
Dopóki do bramki nie doprowadzi się napięcia, tyrystor nie przewodzi prądu. Doprowadzenie do bramki dodatniego napięcia względem katody powoduje przepływ prądu bramkowego i właściwości zaporowe środkowego złącza zanikają w ciągu kilku mikrosekund; następuje wyzwolenie tyrystora. Moment ten nazywany bywa „zapłonem” tyrystora (określenie to pochodzi z czasów, kiedy funkcję tyrystorów pełniły lampy elektronowe – tyratrony, w których przewodzenie objawiało się świeceniem zjonizowanego gazu).
W przeciwieństwie do tranzystora wyzwolony tyrystor nadal przewodzi prąd po ustaniu sygnału sterującego bramką (brak przyłożonego napięcia do bramki), co jest zaletą (brak dodatkowych strat sterowania). Traci on tę właściwość dopiero po zaniku prądu obciążenia (poniżej wartości prądu przewodzenia, minimalny prąd podtrzymania) lub przy odwrotnej polaryzacji elektrod. Wówczas konieczny jest ponowny zapłon tyrystora.

## Parametry

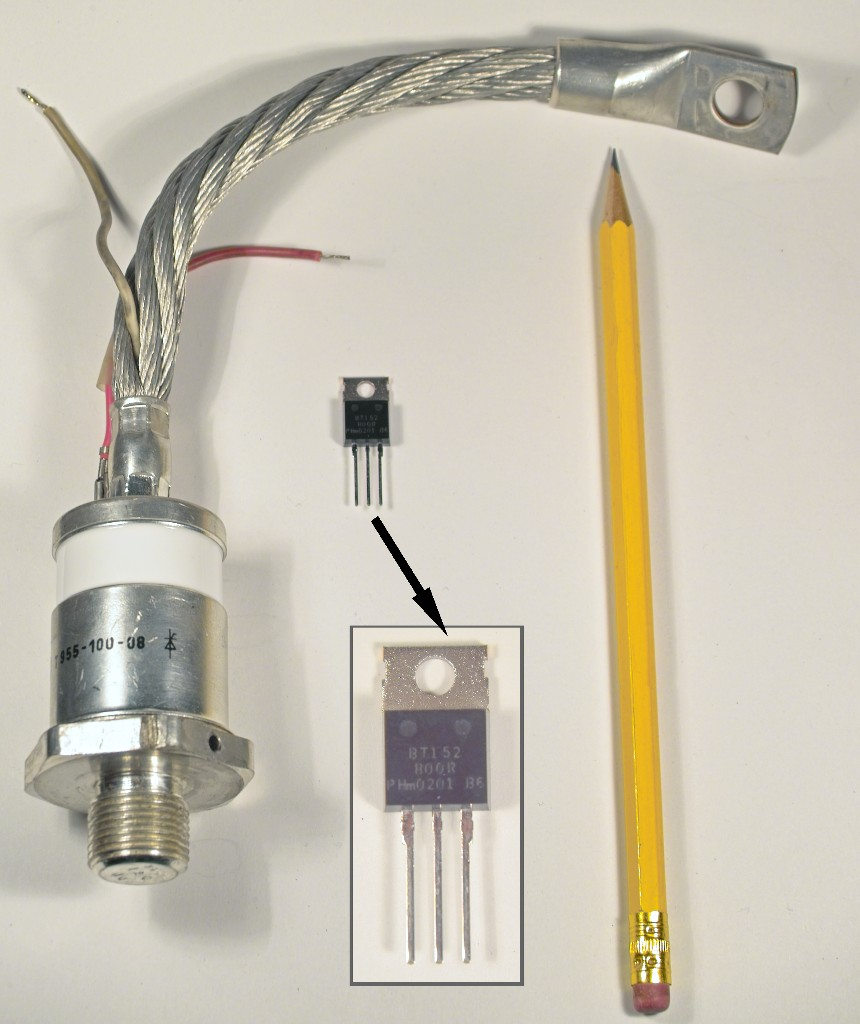
Tyrystory. Po lewej: I_{TAVM} = 100 A, U_{RRM} = 800 V; po prawej: 13 A, 800 V

- Graniczne napięcie powtarzalne URRM i graniczne napięcie niepowtarzalne URSM w kierunku zaporowym.
- Graniczne napięcie powtarzalne UDRM i graniczne napięcie niepowtarzalne UDSM w kierunku przewodzenia w stanie blokowania[a]. Napięcie pracy nie powinno przekraczać 0,67 UDRM.
- Prąd graniczny obciążenia ITAVM, określany jako największa wartość średnia prądu tyrystora o kształcie półfali sinusoidy o częstotliwości sieci energetycznej (50 lub 60 Hz) w określonych warunkach chłodzenia
- Właściwości sterowania określone przez charakterystyki napięciowo-prądowe bramki UG = f(IG).

## Zastosowanie
Tyrystory znalazły zastosowania m.in.: 
- jako sterowniki prądu stałego są stosowane w stabilizatorach napięcia stałego i w automatyce silników prądu stałego;
- jako sterowniki prądu przemiennego – w automatyce silników indukcyjnych i w technice oświetleniowej;
- jako łączniki i przerywacze prądu stałego i przemiennego – w automatyce napędu elektrycznego, końcowe tory falowników, układach stabilizacji napięcia i w technice zabezpieczeń;
- jako przemienniki częstotliwości – w automatyce silników indukcyjnych, technice ultradźwiękowej, w urządzeniach zapłonowych silników spalinowych, gdzie ma duże znaczenie szybkość narastania prądu w cewce zapłonowej, a więc płynącego przez tyrystor – od tego zależy wysokość indukowanego przez nią napięcia.

Są stosowane w energetycznych układach przekształtnikowych najwyższych napięć i mocy. Przykładem tego jest stacja przekształtnikowa w Wierzbięcinie zasilająca stałoprądowy kabel podmorski SwePol Link o napięciu znamionowym 450 kV.
W przeszłości były stosowane w stopniach mocy układów odchylenia poziomego strumienia elektronowego w kineskopach telewizorów (np. w pierwszy polskim kolorowym Neptunie 501A), skąd zostały jednak z powodu niekorzystnych właściwości szybko i całkowicie wyparte przez tranzystory impulsowe.

## Odmiany
- fototyrystor
- tyrystor asymetryczny
- tyrystor dwukierunkowy – triak
- tyrystor elektrostatyczny
- tyrystor sterowany
- tyrystor triodowy blokujący wstecznie SCR
- tyrystor triodowy przewodzący wstecznie
- tyrystor wyłączalny prądem bramki GTO (gate turn-off)
- tyrystor ze zintegrowanym obwodem komutacji bramką IGCT (Integrated Gate Commutated Thyristor)

## Zalety i wady

### Zalety
- małe rozmiary
- niewielka masa
- duża odporność na wstrząsy
- duża odporność na narażenia środowiskowe – możliwość pracy w temp. −65 do +125 °C
- mały spadek napięcia na elemencie przewodzącym rzędu 0,6–1,6 V
- krótki czas przejścia ze stanu zaporowego w stan przewodzenia i na odwrót
- możliwość pracy przy dużych napięciach i natężeniach (do 10 kV i kilku kA)
- „wygasanie” tyrystora po zaniku prądu przewodzenia, wymagające ponownego „zapłonu” prądem bramki (cecha ta bywa wykorzystywana i w niektórych zastosowaniach jest pożądana)

### Wady
- jednokierunkowe przewodzenie (nie dotyczy tyrystora dwukierunkowego – triaka)
- „wygasanie” tyrystora po zaniku prądu przewodzenia, wymagające ponownego „zapłonu” prądem bramki (cecha ta nie zawsze jest korzystna i staje się wtedy wadą)